# Softly (音楽グループ)
Softly（ソフトリー）は、北海道苫小牧市で結成された2人組音楽ユニット。所属事務所はARIGATO MUSIC、所属レーベルはユニバーサルミュージック。
2013年12月22日結成。片想いを扱った楽曲でインディーズ時代より注目を集め、「北のKiroro」の異名をとる。Softlyから産まれた造語には「ソフ語」、「ソフティブ」などがあり、Softlyファンのことは「ソフ友」と呼ばれている。

## メンバー
- MUTSUKI…ボーカル担当。1997年6月4日（28歳）生まれ。
- HARUKA…ギター、コーラス担当。1997年8月27日（27歳）生まれ。

## 経歴
- 当時高校1年生だったMUTSUKIが「バンドしたいなぁ」とツイートしたのを共通の友人が見てHARUKAを紹介した[2]。2013年12月22日に出会ってすぐ意気投合してその日から楽曲制作に取り組み始めて当日1曲出来たくらい運命的な出会いとしてSoftlyを結成[2]。その後NHK「スクールライブショー」のバンドバトルに応募し111組の中から選ばれ出場。楽曲「おれんじ」を披露した[3]。演奏後、MCのサバンナから将来の夢について聞かれ「二人で歌手になる」(MUTSUKI)「高校3年の夏までに絶対結果を出すという約束がある」(HARUKA)と話していた[4]。後にMUTSUKIは音楽活動で生きていくという覚悟を決め、在籍していた駒澤大学附属苫小牧高等学校を中退している[5]。
- 2015年1月、インディーズ1stシングル「Maybe～どうでもいいの～」をリリース。同楽曲は北海道テレビの深夜番組「おにぎりあたためますか」のエンディングテーマに起用され[6]、全国のFMラジオ10局にてパワープレイを獲得[2]。一部店舗にて発売したシングルは地元タワーレコード苫小牧店では発売日以降14日間連続デイリーチャート1位獲得し、同店の1月度のマンスリーチャート1位に輝く[2]。
- 2015年3月25日の配信第三弾シングル「Fly」はベリーグッドマンのリーダーRoverと一緒に制作した楽曲[7]。
- 2015年4月からは地元北海道のFM NORTH WAVEでレギュラー番組「Softly、はじまるよ。」（毎週火曜日21時～22時）がスタート[8]。
- 2015年4月8日、1stアルバム「Softly,はじまるよ。」をリリースし、4月26日には札幌Sound Lab moleにて初のワンマンライブ「Softly,はじまるよ。～17歳の宝箱～」を開催[7]。
- 2015年9月9日発売の2ndアルバム「Live Love Laugh」は、iTunes J-POPチャートで4位を記録[9]。
- 2015年10月25日、苫小牧ELLCUBEで行われたワンマンライブ「ずっと”ここ”で笑っていたいんだ〜」にて、とまこまい観光大使に任命されたことを発表。併せて、2016年春にユニバーサルミュージックからメジャーデビューすることが発表された。
- 2016年2月3日、「キミがいい」をリリースしメジャーデビュー[10]、地元であるタワーレコード苫小牧店でインストアライブを行った。
- 2017年3月7日、2017年4月8日から放送予定のNHK Eテレアニメ「境界のRINNE」第3シリーズの新EDテーマ曲を担当する事が発表された。タイトルは「スキナノカナ」で、作詞・作曲・歌を担当。アニソンデビュー作となる[11]。同年6月からは初の全国ツアーを敢行する[12]。
- 2017年10月23日、公式サイトで2017年いっぱいでの活動休止を発表[13]。
- 2017年12月22日 結成4周年となるこの日、道新ホールでラストライブ「Softly LIVE 2017 ～アリガトウをアナタに アリガトウをワタシに～」を開催[14]。
- 2018年1月1日 HARUKAがソロ活動を開始、個人のHPを開設[15]。
- 2018年8月11日 MUTSUKIが新プロジェクト「mahina」を始動させることを発表、公式サイトを開設[16]。

## ディスコグラフィー

### インディーズ

#### シングル(配信限定も含む)
| 枚 | 発売日        | タイトル                | 規格     | 規格品番  | 収録曲                                                    | 収録アルバム        |
| -- | ------------- | ----------------------- | -------- | --------- | --------------------------------------------------------- | ------------------- |
|    | 2015年1月14日 | Maybe～どうでもいいの～ | 12cmCD   | AMSL‐0001 | 1. Maybe〜どうでもいいの〜 [3:41] 2. グラウンド [4:11]    | Softly,はじまるよ。 |
|    | 2015年2月11日 | ふらわー                | 12cmCD   | AMSL‐0002 | 1. ふらわー [4:34] 2. Like? Love! (Soft Bossa mix) [4:29] | Softly,はじまるよ。 |
|    | 2015年3月25日 | Fly                     | 配信限定 |           | 1. Fly [4:46]                                             | Softly,はじまるよ。 |

#### アルバム
| 枚 | 発売日       | タイトル            | 規格 | 規格品番  | 収録曲 | 最高順位 |
| -- | ------------ | ------------------- | ---- | --------- | --- | -------- |
|    | 2015年4月8日 | Softly,はじまるよ。 | CD   | ZLCP-0231 | 1. イントロ [0:06] 2. Maybe～どうでもいいの～ [3:37] 3. ア・イ・タ・イ [4:14] 4. Like? Love! (70’classics mix) [4:34] 5. Fly [4:46] 6. ふらわー [4:31] 7. おれんじ [4:42] | 122位    |
|    | 2015年9月9日 | Live Love Laugh     | CD   | ZLCP-0266 | 1. Baby 2. Girl’s talk 3. それでも歩く道 4. ふたり 5. あなたの隣で 6. To                                                                                                  | 156位    |

### メジャー

#### シングル(配信限定を含む)
| 枚  | 発売日        | タイトル                                 | 規格     | 規格品番  | 収録アルバム                     |
| --- | ------------- | ---------------------------------------- | -------- | --------- | -------------------------------- |
| 1st | 2016年2月3日  | キミがいい                               | 12cmCD   | UPCH-5865 | 言えなかったこと。言いたいこと。 |
| 2nd | 2016年2月12日 | 会えない日々が私を強くする               | 配信限定 |           | 言えなかったこと。言いたいこと。 |
| 3rd | 2016年8月10日 | あなたのことを想って指先でなぞる文字は   | 配信限定 |           | 言えなかったこと。言いたいこと。 |
| 4th | 2016年12月7日 | 恋心よあたしにきっと幸あれ (X'mas Remix) | 配信限定 |           | 言えなかったこと。言いたいこと。 |
| 5th | 2017年4月19日 | スキナノカナ                             | 配信限定 |           | ふたりの距離                     |

### アルバム
| 枚  | 発売日         | タイトル                         | 規格   | 規格品番                              | 収録曲 | 最高順位 |
| --- | -------------- | -------------------------------- | ------ | ------------------------------------- | --- | -------- |
| 1st | 2016年9月28日  | 言えなかったこと。言いたいこと。 | CD     | UPCH-7180:初回限定盤 UPCH-2094:通常盤 | 1. 恋心よあたしにきっと幸あれ 2. キミがいい 3. あなたのことを想って指先でなぞる文字は 4. 花言葉 5. up to you 6. 海の声 7. CRUSH 8. 会えない日々が私を強くする 初回限定盤DVD 1. Maybe～どうでもいいの～ 2. あなたの隣で 3. その笑顔を見ていたくて 4. キミがいい 5. Fly 6. ふたり | 58位     |
| 2nd | 2017年6月14日  | ふたりの距離                     | CD     | UPCH-7180:初回限定盤 UPCH-2094:通常盤 | 1. スキナノカナ 2. ポケットの中 3. DRIVE 4. あなたは会えるけど全部だめ 5. たとえばあなたと 6. もしも私がお母さんになったら 7. 恋心よあたしにきっと幸あれ (X’mas Remix) (BONUS TRACK) 初回限定盤DISC2 1. ロマンス 2. 木綿のハンカチーフ 3. やさしくなりたい 4. フレンズ 5. 恋におちたら |          |
| 3rd | 2017年12月20日 | Teenage Song Collection          | CD+DVD | UPCH-2145                             | CD 1. Softly, はじまるよ。 2. Maybe～どうでもいいの～ 3. ふらわー 4. Fly 5. Girl’s talk 6. それでも歩く道 7. キミがいい 8. 会えない日々が私を強くする 9. 恋心よあたしにきっと幸あれ 10. あなたのことを想って指先でなぞる文字は 11. スキナノカナ 12. ポケットの中 13. たとえばあなたと 14. 恋心よあたしにきっと幸あれ(X'mas Remix) DVD（ミュージックビデオ集） 1. Maybe～どうでもいいの～ 2. ふらわー 3. Fly 4. Girl’s talk 5. それでも歩く道 6. キミがいい 7. 恋心よあたしにきっと幸あれ 8. 恋心よあたしにきっと幸あれ(X'mas Remix) 9. あなたのことを想って指先でなぞる文字は 10. あなたのことを想って指先でなぞる文字は (あかりとまさき 告白編) 11. スキナノカナ 12. ポケットの中 |          |

### タイアップ曲
| 楽曲                                   | タイアップ                                                        | 時期   |
| -------------------------------------- | ----------------------------------------------------------------- | ------ |
| Maybe～どうでもいいの～                | 北海道テレビ「おにぎりあたためますか」エンディングテーマ          | 2015年 |
| 会えない日々が私を強くする             | 北海道テレビ「平岸我楽多団」ショートドラマ「天ノ栽2」主題歌       | 2015年 |
| キミがいい                             | MBSドラマ「女くどき飯」 エンディングテーマ                        | 2016年 |
| その笑顔を見ていたくて                 | アクセサリーPePe 2015Xmasキャンペーンソング                       | 2016年 |
| それでも歩く道                         | 北海道テレビ「イチオシ!NEWS」2016年度上半期金曜エンディングテーマ | 2016年 |
| あなたのことを想って指先でなぞる文字は | YouTube スマ♡キュンムービー「先生に恋した夏」オープニングテーマ   | 2016年 |
| スキナノカナ                           | NHK Eテレアニメ「境界のRINNE」第3シリーズ EDテーマ                | 2017年 |
| ポケットの中                           | テレビ東京「青春!Live Channel」EDテーマ                           | 2017年 |
| もしも私がお母さんになったら           | 北海道少子化対策ポジティブキャンペーンテーマソング                | 2017年 |
| たとえばあなたと                       | 鹿児島テレビ放送「ナマ・イキVOICE」エンディングテーマ             | 2017年 |
| 小さな君                               | クラレ「クラリーノ」CMソング                                      | 2017年 |

## ミュージックビデオ
| 監督 | 曲名 |
| 不明 | 「Maybe〜どうでもいいの〜」 「ふらわー」 「Fly」 「Girl's talk」 「それでも歩く道」 「キミがいい」 「恋心よあたしにきっと幸あれ」 「あなたのことを想って指先でなぞる文字は」 「スキナノカナ」 「ポケットの中」 |

## 参加楽曲
- ベリーグッドマン - 「Pain, Pain Go Away feat.MUTSUKI from Softly」（2017年）

## 出演

### テレビ
- キラキラ（北海道テレビ放送、2015年4月13-16日）

### ラジオ
- Softly、はじまるよ。 （FM NORTH WAVE、2015年4月7日 - ）[23]

## 主なライブ
- 2015年03月15日 - HAPPY JACK 2015
- 2015年03月29日 - Gatsby Show 2015 REUNION
- 2015年05月10日 - WEST SIDE MUSIC JUNCTION vol.1
- 2015年09月21日 - Live Love Laugh ～一生懸命生きて、愛して、笑いたい～(札幌Sound Lab mole)
- 2015年09月27日 - ミュージックシティ天神

※Softly 2nd album リリース記念ワンマンライブ
- 2015年10月25日 - Softlyワンマンライブ ｢ずっと"ここ"で笑っていたいんだ～｣ 苫小牧ELLCUBE
- 2015年10月12日 - VAA PRESENTS V.A.A
- 2016年04月01日 - Mount Alive presents "NO BORDER 4"
- 2016年04月17日 - トアロード・アコースティック・フェスティバル 2016
- 2016年04月30日 - FM鹿児島プレミアムライブShake
- 2016年05月14日 - NOrth MUSIC,NOrth LIFE. Vol.12
- 2016年05月22日 - 7!!のうぷぷな日2016 ～どぅしぐゎーと対バンだってばよー!!～
- 2016年07月17日 - JOIN ALIVE 2016
- 2016年08月11日 - Softly oneman live 2016 〜Soft Summer Sound〜
- 2016年08月27日 - 活性の火'16
- 2016年10月14日 - No Maps presents Sapporo Neutral 2016
- 2016年10月22日 - 目白大学 新宿キャンパス 第48回桐和祭
- 2016年12月22日 - Softly 3rd Anniversary Live〜BIG FAMILY ここで出会う宝物〜